# Salceda de Caselas
Salceda de Caselas es un municipio español situado en la parte suroriental de la comarca de Vigo, en la provincia de Pontevedra, comunidad autónoma de Galicia. Limita con los municipios de Tuy, Porriño, Puenteareas y Salvatierra de Miño. Salceda de Caselas es uno los municipios que componen el área metropolitana de Vigo.

## Geografía
Integrado en la comarca de Vigo, su capital, A Esfarrapada, se sitúa a 49 km de Pontevedra. El término municipal está atravesado por la autovía A-55 (Vigo-Tuy) y por la carretera nacional N-550, en el pK 165, además de por la carretera provincial PO-510, que conecta con Porriño y Salvatierra de Miño, y por carreteras locales que permiten la comunicación entre las parroquias.
| Noroeste: Porriño | Norte: Porriño y Puenteareas | Nordeste: Puenteareas        |
| Oeste: Tuy        |                              | Este: Salvatierra de Miño    |
| Suroeste: Tuy     | Sur: Tuy                     | Sureste: Salvatierra de Miño |

El relieve del municipio está definido por el valle del río Caselas y por montañas de baja altura de las que descienden algunos arroyos. La altitud oscila entre los 440 m al noreste (Alto de San Cibrán) y los 40 m a orillas del río Caselas. La capital municipal se alza a 80 m sobre el nivel del mar. 

## Historia
Hasta la reforma de la nomenclatura municipal de 1916 el municipio se llamaba simplemente Salceda. En dicha fecha su nombre fue modificado por el de Salceda de Caselas.

## Demografía
Cuenta con una población de 9430 habitantes (INE 2024).
| Gráfica de evolución demográfica de Salceda de Caselas entre 1842 y 2021 |
| |
| Población de derecho según los censos de población del INE Población de hecho según los censos de población del INEEn estos censos se denominaba Salcedo: 1842 y 1857 En estos censos se denominaba Salceda: 1860, 1877, 1887, 1897 y 1900 |

Según el Instituto Nacional de Estadística de España, en el año 2022 Salceda de Caselas contaba con 9380 habitantes censados, de los cuales 4680  eran varones y 4700 mujeres. Salceda de Caselas es el municipio gallego que más incrementó su población durante el final del siglo XX hasta la primera década del XXI, con un aumento del 37,6 % en tan corto periodo de tiempo.

## Parroquias
Parroquias que forman parte del municipio:
- Budiño (San Estevo)
- Entenza (Santos Xusto e Pastor)
- Parderrubias (Santo Tomé)
- Picoña (San Martiño)
- Salceda (San Jorge)[6]
- Santa María de Salceda (Santa María)
- Soutelo (San Vicente)

## Corporación municipal
| Resultado elecciones municipales del 28 de mayo de 2023 en Salceda de Caselas |       |            |            |
| Nombre                                                                        | Votos | Porcentaje | Concejales |
| Partido Popular de Galicia                                                    | 2411  | 45.71%     | 6          |
| Movemento Salceda                                                             | 1690  | 32.04%     | 4          |
| Partido dos Socialistas de Galicia                                            | 773   | 14.65%     | 2          |
| Bloque Nacionalista Galego                                                    | 350   | 6.64%      | 1          |